# یانوف پودلاسکی
یانوف پودلاسکی (به لاتین: Janów Podlaski) یک روستا در لهستان است که در گمینا یانوف پودلاسکی واقع شده‌است. یانوف پودلاسکی ۲٬۷۰۰ نفر جمعیت دارد.